# 池谷仙克
池谷 仙克（いけや のりよし、1940年8月31日 - 2016年10月25日）は、日本映画の美術監督。日本映画・テレビ美術監督協会会員。株式会社コダイ代表。東京都立川市出身。武蔵野美術大学産業デザイン科芸能デザイン専攻卒業。

## 経歴
御茶の水美術学院、桑沢デザイン研究所、武蔵野美術大学で学ぶ。学生時代に助監督のアルバイトを務めたことで映像業界に興味を持ち、テレビドラマ『海の音』で美術監督を務めていた成田亨の誘いで円谷特技プロダクション（現：円谷プロダクション）の作品に参加。舞台美術や『ウルトラマン』（1966年 - 1967年）の特殊美術助手・美術監督・メカニックデザインを経て、『ウルトラセブン』（1967年 - 1968年）では特殊美術デザイナーに昇格。撮影現場での実質的なチーフとなる。第31話からは、降板した成田に替わり怪獣デザインを兼任した。
『怪奇大作戦』（1968年 - 1969年）に参加後、一旦円谷プロ作品から離れ、一連の円谷プロ作品に参加していた実相寺昭雄を中心にコダイグループ（現：株式会社コダイ）を結成。実相寺昭雄の監督のATG作品を筆頭に一般映画の美術も手がけるようになる。以後、鈴木清順作品や寺山修司作品、相米慎二作品、篠田正浩作品など、数多くの著名な映画監督の作品の美術を担当。
『写楽』（1993年）、『瀬戸内ムーンライト・セレナーデ』（1998年）で第21回日本アカデミー賞最優秀美術賞を受賞。
これらの映画の傍ら、円谷プロや宣弘社などのテレビの番組の美術、キャラクターデザインや、数多くのCM美術も担当。
また、オリジナルビデオ『実相寺昭雄の不思議館』（1992年）では実相寺・大木淳吉と共同で企画に携わったほか、第2話「床屋」の本編演出も手掛けている。
2016年10月25日、癌のために死去。76歳没。

## 人物・エピソード
- 映像については実相寺昭雄が師匠であったが、美術における師匠はいないとしている[4]。助手を務めた成田亨からは、美術としてのプライドや人生観は受け継いだが、技術的なことについては話をしていないと述べている[4]。
- 1971年に『帰ってきたウルトラマン』で美術として立ち上げに参加するが、映画などで多忙になり1クールで降板した[7]。その後、旧知の特技監督である大木淳が本編を初担当した第32話で大木からの依頼により怪獣キングマイマイのデザインを手掛けた[7]。元々池谷は怪獣映画をやりたいと思ったことはなく、本格的な映画の制作があればそちらへ行こうという気持ちがずっとあったという[7]。また『帰ってきた』という原点回帰についてもマイナスなイメージを抱いていたと述べている[7]。後年のインタビューでこのころを振り返り、不真面目にやったつもりはないが、映画に意識が行っていたと反省の弁を述べている[7]。
- 『帰ってきたウルトラマン』の後に参加した『シルバー仮面』についても実相寺昭雄がやっていなければ参加しなかった旨を語っている[7]。
- 体操の経験があったことから、『シルバー仮面』の撮影時にテストでシルバー仮面のスーツアクターを務めたところ、着地に失敗して骨折し、その後は松葉杖で現場に通っていた[9][10]。

## 参加作品

### 映画
- 無常（1970年、実相寺昭雄監督）
- 曼陀羅（1971年、実相寺昭雄監督）
- 怪獣大奮戦 ダイゴロウ対ゴリアス（1972年、飯島敏宏監督）
- あさき夢みし（1974年、実相寺昭雄監督）
- 歌麿 夢と知りせば（1977年、実相寺昭雄監督）
- 海潮音（1980年、橋浦方人監督）
- 甦れ魔女（1980年、佐藤純弥監督）
- 陽炎座（1981年、鈴木清順監督作品）
- さらば箱舟（1984年、寺山修司監督）
- 台風クラブ（1985年、相米慎二監督）
- 帝都物語（1988年、実相寺昭雄監督）
- ウルトラQ ザ・ムービー 星の伝説（1990年、実相寺昭雄監督）
- 夢二（1991年、鈴木清順監督）
- 写楽（1993年、篠田正浩監督）
- D坂の殺人事件（1997年、実相寺昭雄監督）
- 瀬戸内ムーンライト・セレナーデ（1998年、篠田正浩監督）
- HAZAN（2004年、五十嵐匠監督）
- HINOKIO ヒノキオ（2004年、秋山貴彦監督）
- 姑獲鳥の夏（2005年、実相寺昭雄監督）
- 日本以外全部沈没（2006年、河崎実監督）
- 蟲師（2006年、大友克洋監督）
- 魍魎の匣（2007年、原田眞人監督）
- 宮城野（2010年、山﨑達璽監督）
- 半次郎（2010年、五十嵐匠監督）
- ホームカミング（2010年、飯島敏宏監督）
- ラビット・ホラー3D（2011年、清水崇監督）
- たたら侍（2017年、錦織良成監督）
- 銀魂（2017年、福田雄一監督）※遺作[11]

### テレビ
- ウルトラセブン（1967年 - 1968年、円谷プロ）
- 怪奇大作戦（1969年、円谷プロ）
- 帰ってきたウルトラマン（1971年、円谷プロ）
- シルバー仮面（1971年 - 1972年、宣弘社）
- アイアンキング（1972年 - 1973年、宣弘社）
- ファイヤーマン（1973年、円谷プロ）
- 隠密剣士突っ走れ!（1973年、宣弘社）
- 闘え!ドラゴン（1974年、宣弘社）
- 怪奇ロマン 君待てども（1974年、円谷プロ）
- 殺さないで!（1975年、円谷プロ）
- 三日月情話（1976年、日本現代企画）
- コードナンバー108 7人のリブ（1976年、宣弘社）
- 恐竜戦隊コセイドン（1978年、円谷プロ）[注釈 1]
- 波の盆（1983年、テレビマンユニオン） 単発ドラマ。監督：実相寺昭雄
- ウルトラマンティガ（1997年、円谷プロ）実相寺昭雄監督回のみ[6]
- ウルトラマンダイナ（1997年、円谷プロ）[6]

### ビデオ作品
- 実相寺昭雄の不思議館（1992年 バンダイビジュアル） - 企画・第2話「床屋」監督

### CM
- レナウン（ワンサカ娘編、1978年）
- 西武百貨店「うれしいねサッチャン」シリーズ（1984年）

### キャラクターデザイン
- 1971年 - 1972年 『帰ってきたウルトラマン』
  - 凶暴怪獣 アーストロン（第1話）[12]
  - オイル怪獣 タッコング（第1話、第2話）[12]
  - ヘドロ怪獣 ザザーン（第1話）[12]
  - 岩石怪獣 サドラ（第3話）[12]
  - 古代怪獣 キングザウルス三世（第4話）[12]
  - 地底怪獣 グドン（第5話、第6話）[12]
  - 古代怪獣 ツインテール（第5話、第6話）[12]
  - 透明怪獣 ゴルバゴス（第7話）[12]
  - 古代怪獣 ダンガー（第9話）[12]
  - 化石怪獣 ステゴン（第10話）[12]
  - 毒ガス怪獣 モグネズン（第11話）[12]
  - 音波怪獣 シュガロン（第12話）[12]
  - 変幻怪獣 キングマイマイ（幼虫）（第32話）[12]
  - 変幻怪獣 キングマイマイ（成虫）（第32話）[12]

- 1971年 『ミラーマン』
  - 分身怪獣 マルチ（第4話）[13]

- 1973年 『ファイヤーマン』
  - 三本角怪獣 ドリゴン（第1話、第2話）[14]
  - 一本角怪獣 ドリゴラス（第1話、第2話）[14]
  - 巨大剣竜 ステゴラス（第3話、第4話）[14]
  - 原始恐竜 ジュラザウルス（第5話）[14]
  - 宇宙恐竜 スペ―ザー（第6話）[14]
  - 宇宙菌獣 キノクラゲス（第7話）[14]
  - カプセル怪獣 クマゴラス（第8話）[14]
  - 殺し屋怪獣 ネロギラス（第9話）[14]
  - ロボット怪獣 バランダーV（第10話）[14]
  - 岩石怪獣 スコラドン（第11話）[14]
  - フライング怪獣 ティラザウルス（第12話）[14]
  - 黄金竜 ドランゴ（第13話）[14]
  - 大恐竜 チラノドン（第14話）[14]
  - 一角巨獣 ラノザウルス（第15話）[14]
  - 長頸怪獣 ロングネック（第16話）[14]
  - 強獣 キングザウラ（第17話、第18話）[14]
  - 原始怪獣 マクノザウルス（第19話）[14]
  - 宇宙怪獣 ムクムク（第19話）[14]
  - 突風怪獣 ガガンゴ（第20話）[14]
  - 二頭怪獣 ダブルゴッド（第21話）[14]
  - 肉食怪獣 デストロザウルス（第22話）[14]
  - 猛毒怪獣 グリーンギラー（第23話）[14]
  - 音霊怪獣 ハモニガン（第24話）[14]
  - レーザー怪人 ヴィレナス星人（第25話）[14]
  - サーベル怪獣 ガドラザウルス（第26話）[14]
  - 原始大怪獣 デビルザウルス（第28話）[14]
  - 合体怪獣 ベムサキング（第28話）[14]
  - 宇宙怪獣 スペーグス（第29話）[14]
  - 宇宙怪獣 スペーグスJr.（第29話）[14]
  - 宇宙怪獣 ダークマンダー（第30話）[14]

## 出演
- DVD『ウルトラセブン』VOL.5特典映像「ウルトラアペンディックス 私のスケッチブック」（1999年）
- DVD『怪奇大作戦』Vol.6特典映像「怪奇大作戦とは」（2004年）
- ウルトラ情報局（2005年1月号）

## 著書
- 『怪獣幻図鑑―池谷仙克画集』（東宝出版事業室）